# Herbert Anderson (Schauspieler)
Herbert „Herb“ Anderson (* 30. März 1917 in Oakland, Kalifornien; † 11. Juni 1994 in Palm Springs, Kalifornien) war ein US-amerikanischer Schauspieler.

## Leben und Karriere
Andersons Vater war in den 1920ern Schatzmeister seiner Heimatstadt Oakland. Herbert Anderson arbeitete nach einem Studium an der University of California in Berkeley ab 1939 als Vertragsschauspieler bei Warner Brothers und wurde zunächst nur in kleinen Rollen eingesetzt. Als sein Durchbruch wird die Militär-Musicalkomödie Navy Blues von 1941 beschrieben, in der er an der Seite von Ann Sheridan und Martha Raye in einer größeren Rolle einen Scharfschützen spielte. Danach erhielt er erstmals substanzielle Rollen, unter anderem neben Henry Fonda und Olivia de Havilland als Redakteur einer College-Zeitung in der Komödie Thema: Der Mann aus dem Jahr 1942. Wenig später wurde er im Rahmen des Zweiten Weltkrieges einberufen und war vier Jahre aus Hollywood abwesend.
Nach seiner Rückkehr im Jahr 1947 kam er über den Status eines Nebendarstellers nicht hinaus, viele seiner Rollen blieben klein. In der Folge spielte er mehrfach in Militärfilmen wie Kesselschlacht, Das letzte Signal und Die Caine war ihr Schicksal. Am Broadway war er von 1954 bis 1955 unter Regie von Charles Laughton und an der Seite Henry Fondas in dem Bühnenerfolg The Caine Mutiny Court-Martial zu sehen, der wie der Film Die Caine war ihr Schicksal – an dem er kurz zuvor mitgewirkt hatte – auf dem Roman The Caine Mutiny von Herman Wouk basierte.
Anderson – groß, schlank, seriös wirkend, häufig eine Brille tragend – verlegte seinen Fokus in den 1950er-Jahren zusehends auf Rollen im populärer werdenden US-Fernsehen. Seine bekannteste Rolle wurde die des Familienvaters Henry Mitchell in der Fernsehserie Dennis, Geschichten eines Lausbuben (Dennis the Menace), in der er zwischen 1959 und 1963 in insgesamt 144 Folgen auftrat. 1992 gab er in einem Interview an, es sei vor allem diese Rolle, für die er hin und wieder auf der Straße angesprochen werde. Nach dem Ende von Dennis the Menace wirkte er noch bis Mitte der 1970er-Jahre an vielen bekannten Serien mit, allerdings in der Regel nur als Gastdarsteller. Zuletzt stand er 1975 für eine Episode von Die Waltons vor der Kamera.
Anderson starb 1994 im Alter von 77 Jahren an Herzversagen, nachdem er zwei Monate vor seinem Tod einen Schlaganfall erlitten hatte und sich bereits 1982 einer schweren Herzoperation unterziehen musste. Er war von 1942 bis zu seinem Tod mit Mary Virginia Palmer verheiratet, sie hatten eine Tochter und einen Sohn. Daneben hinterließ er zum Zeitpunkt seines Todes vier Enkel und zwei Urenkel.

## Filmografie (Auswahl)

### Kino
- 1940: The Fighting 69th
- 1940: Paul Ehrlich – Ein Leben für die Forschung (Dr. Ehrlich’s Magic Bullet)
- 1940: Der Herr der sieben Meere (The Sea Hawk)
- 1940: Service with the Colors (Kurzfilm)
- 1940: Keine Zeit für Komödie (No Time for Comedy)
- 1941: Schönste der Stadt (The Strawberry Blonde)
- 1941: Die Braut kam per Nachnahme (The Bride Came C.O.D.)
- 1941: Dive Bomber
- 1941: Navy Blues
- 1942: Thema: Der Mann (The Male Animal)
- 1943: This Is the Army
- 1947: That Way with Women
- 1947: My Wild Irish Rose
- 1948: Give My Regards to Broadway
- 1949: Ring frei für Stoker Thompson (The Set-Up)
- 1949: Kesselschlacht (Battleground)
- 1950: Der Unglücksrabe (The Yellow Cab Man)
- 1950: Gnadenlos gehetzt (The Lawless)
- 1950: The Magnificent Yankee
- 1951: Dem Satan singt man keine Lieder (The Prowler)
- 1951: Gib Gas, Joe! (Excuse My Dust)
- 1952: Frau in Weiß (The Girl in White)
- 1953: Das letzte Signal (Island in the Sky)
- 1954: Die Caine war ihr Schicksal (The Caine Mutiny)
- 1956: Die Benny Goodman Story (The Benny Goodman Story)
- 1957: Wem die Sterne leuchten (Four Girls in Town)
- 1957: Die Rose von Tokio (Joe Butterfly)
- 1957: Die Uhr ist abgelaufen (Night Passage)
- 1957: Mein Mann Gottfried (My Man Godfrey)
- 1958: I Bury the Living
- 1960: Sunrise at Campobello
- 1966: Beat! Beat! Beat! (Hold On!)
- 1969: Ein Frechdachs im Maisbeet (Rascal)

### Fernsehen
- 1949: Your Show Time (Folge 1x04)
- 1955/1956: Ford Star Jubilee (2 Folgen)
- 1957: Vater ist der Beste (Father Knows Best, Folge 3x36)
- 1957: Suspicion (Folge 1x03)
- 1957: Official Detective (Folge 1x28)
- 1958: The Real McCoys (Folge 1x26)
- 1958: Wenn man Millionär wär (The Millionaire, Folge 4x34)
- 1958: Alfred Hitchcock präsentiert (Alfred Hitchcock Presents, 2 Folgen)
- 1959: Perry Mason (Folge 2x16 Der Fall mit dem geküssten Staatsanwalt)
- 1959: Abenteuer unter Wasser (Sea Hunt, Folge 2x21)
- 1959: The Many Loves of Dobie Gillis (2 Folgen)
- 1959–1963: Dennis, Geschichten eines Lausbuben (Dennis the Menace, 144 Folgen)
- 1964: Tausend Meilen Staub (Rawhide, Folge 6x15)
- 1964: Rauchende Colts (Gunsmoke, Folge 9x31)
- 1964/1967: Solo für O.N.C.E.L. (The Man from U.N.C.L.E., 2 Folgen)
- 1966: Bezaubernde Jeannie (I Dream of Jeannie, Folge 1x23)
- 1966/1967: Batman (2 Folgen)
- 1967/1968: Meine drei Söhne (My Three Sons, 2 Folgen)
- 1968: Daniel Boone (Folge 4x25)
- 1969: Verliebt in eine Hexe (Bewitched, Folge 5x29 Einkaufsbummel à la Cousin Henry)
- 1969: Lieber Onkel Bill (Family Affair, Folge 4x01)
- 1969: Adam-12 (Folge 2x04)
- 1969: Green Acres (Folge 5x10)
- 1969: Drei Mädchen und drei Jungen (The Brady Bunch, Folge 1x13)
- 1969/1970: Der Chef (Ironside, 2 Folgen)
- 1970: The Name of the Game (Folge 2x15)
- 1971: Nanny und der Professor (Nanny and the Professor, Folge 2x14)
- 1971: Alle meine Lieben (The Jimmy Stewart Show, Folge 1x09)
- 1972: Owen Marshall – Strafverteidiger (Owen Marshall: Counselor at Law, Folge 2x05)
- 1974: Der Magier (The Magician, Folge 1x21 Der Trick mit den Lanzenspitzen)
- 1974: California Cops – Neu im Einsatz (The Rookies, Folge 3x04)
- 1975: Die Waltons (The Waltons, Folge 3x24 Die neue Sägemühle)